# HMS Hood (csatahajó)
Az HMS Hood a Brit Királyi Haditengerészet egy módosított Royal Sovereign-osztályú pre-dreadnought csatahajója volt. Féltestvéreivel ellentétben 343 mm-es fő lövegeit nem nyitott barbettákban, hanam zárt, páncélozott lövegtornyokban helyezték el, szabad oldalmagassága ezért kisenbb, hogy a stabilitás érdekében ellesúlyozni tudják a tornyok tömegét. A hajót Samuel Hood admirálisról nevezték el.
Az HMS Hoodot az 1889 és 1893 között építették, mivel alacsony szabad oldalmagassága miatt gyengébb volt a tengerállósága, ezért elsősorban csendes vizeken, a brit Mediterranean Fleet (Földközi-tengeri Flotta) kötelékében szolgált. 1907-ben tartalékba helyezték, 1910 és 1913 között felújították. Közben a csatahajók kiöblösödő torpedóvédő övének kialakítását kísérletezték rajta. 1914. november 4-én, az akkor a gyors technikai fejlődés következtében már reménytelenül elavult csatahajót elsüllyesztették Portland Harbour előtt, a tengeralattjáró-támadásokkal szembeni védekezés céljából. Fő fegyverzetét 4 db 343 mm L/30 BL Mk III/IV ágyú képezte, ezek kettesével voltak páncélozott lövegtornyokba építve. Egy ágyú tömege 69 t, teljes hossza 11.003 m, a cső hossze 8.585 m, 600 kg tömegű páncéltőrő, vagy repeszromboló gránátokat tüzelhetett.

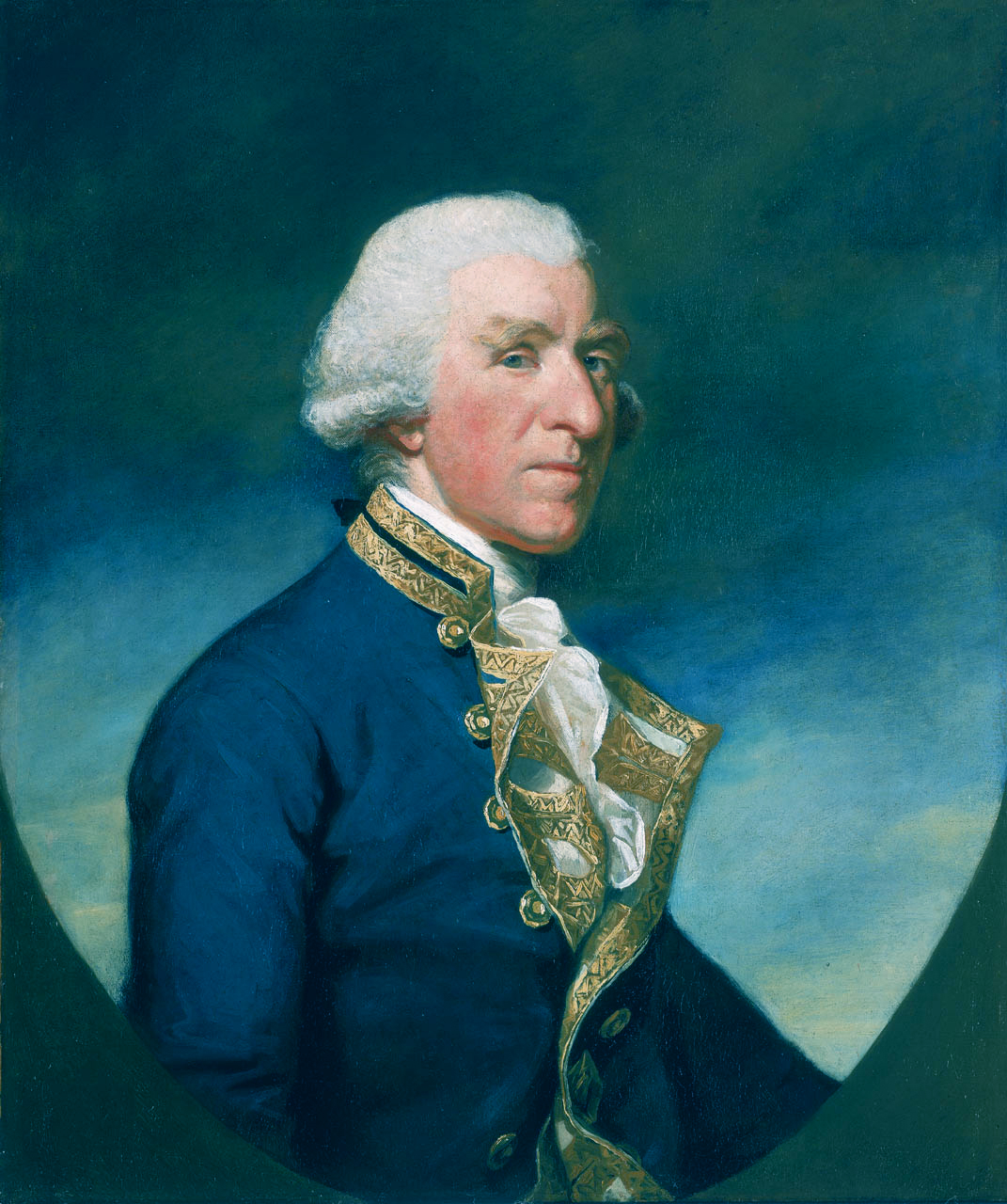
Samuel Hood (1724 – 1816), Hood első vikomtja, brit tengernagy, az HMS Hood névadója.
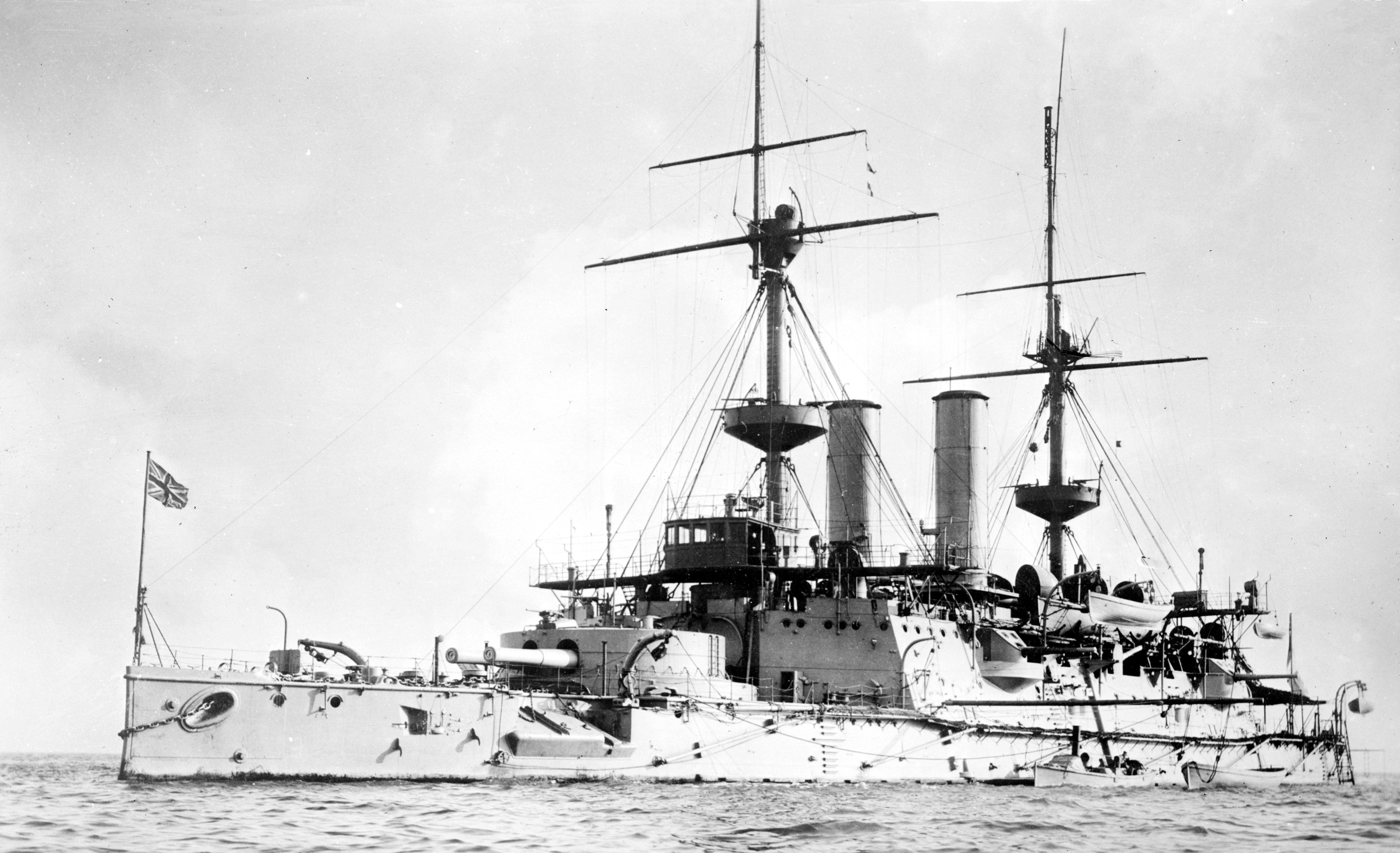
Az HMS Hood brit pre-dreadnought csatahajó.
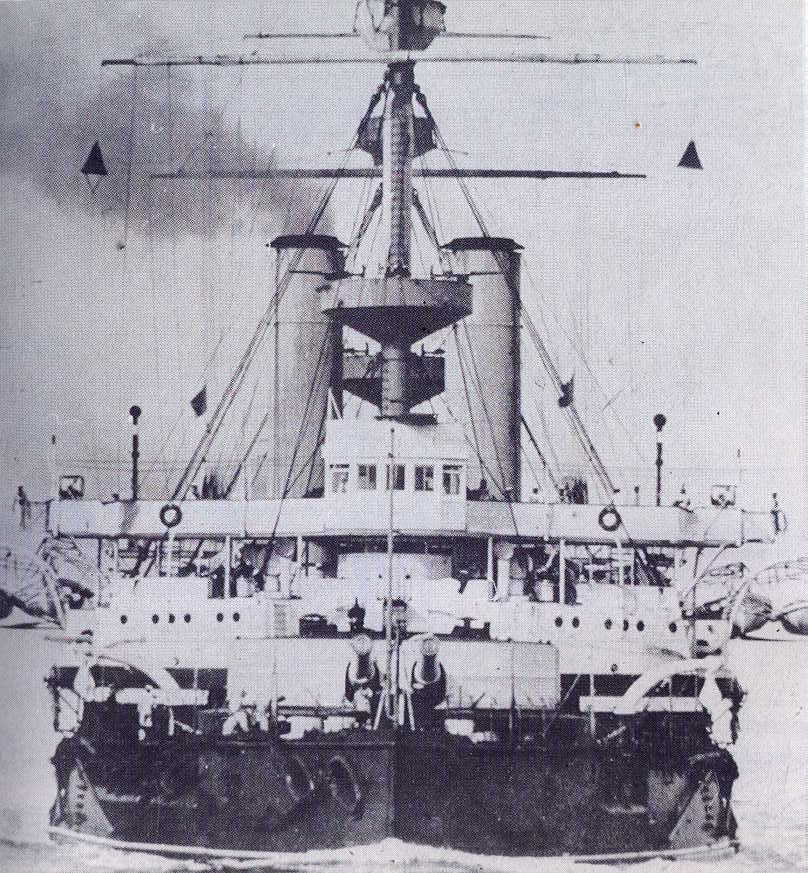
Az HMS Hood brit pre-dreadnought csatahajó 1901-ben a Földközi-tengeren.
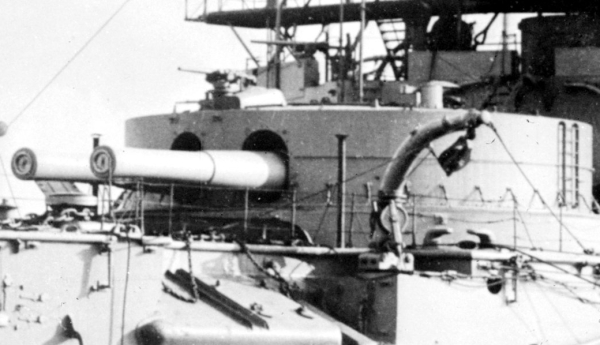
Az HMS Hood brit pre-dreadnought csatahajó első 343 mm ágyús lövegtornya.
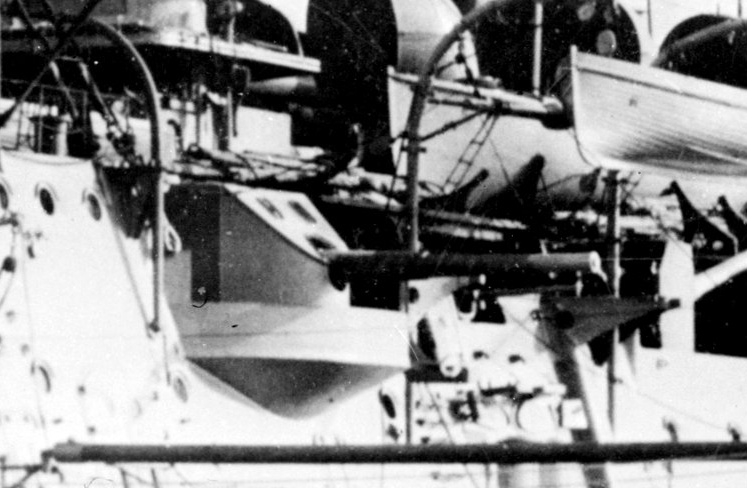
Az HMS Hood brit brit pre-dreadnought csatahajó kazamatákba épített 152 mm L/40 ágyúi.
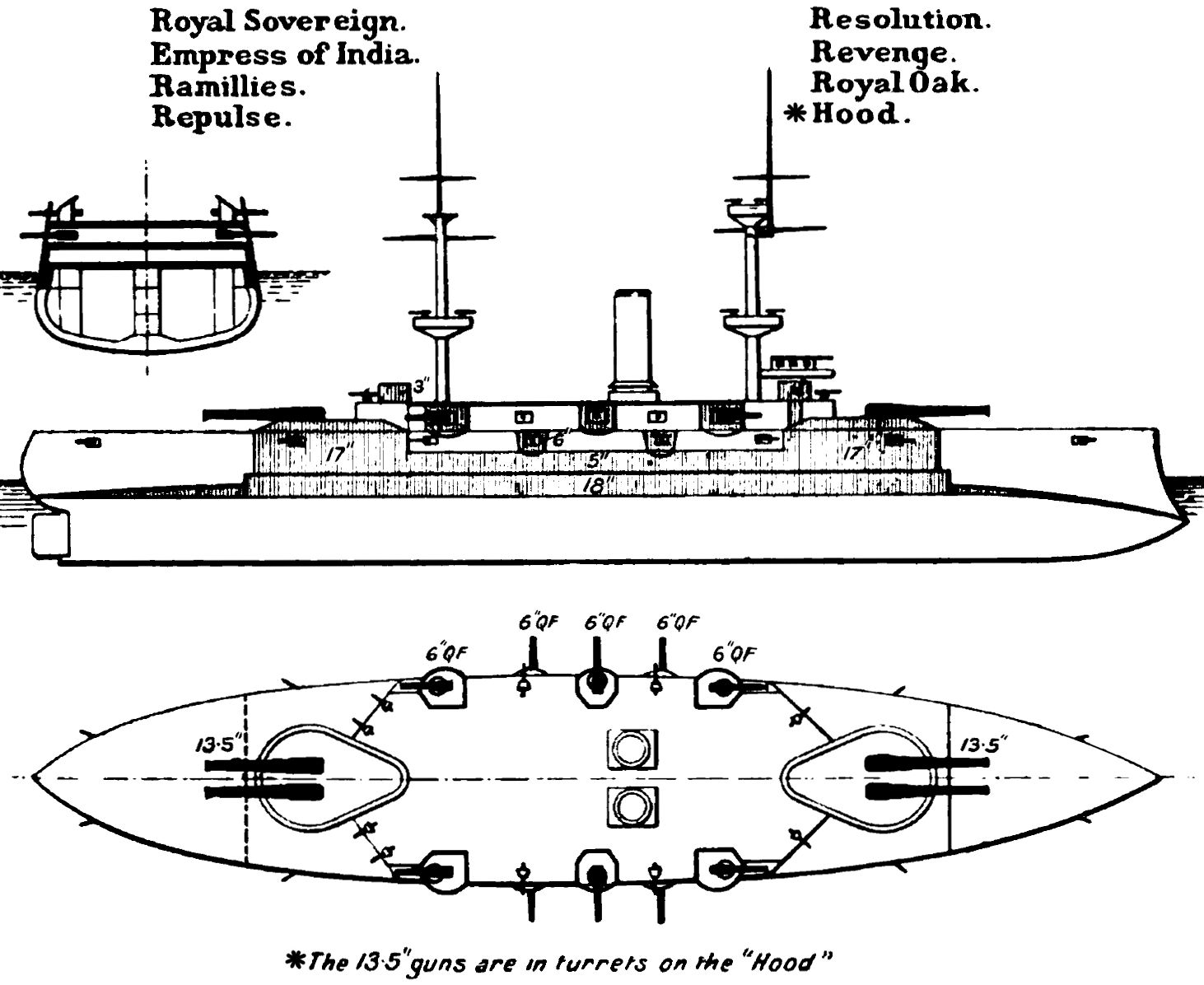
A brit Royal Sovereign osztály jellegrajza a Brassey's Naval Annual 1906-os számából. Az osztály hét egysége fő fegyverzetét nyitott barbettákba építették, még féltetsvérül az HMS Hood páncélozott lövegtornyokat kapott.

## Lásd még
- Hood egyértelműsítő lap.